# Kozielice (powiat kamieński)
Kozielice (niem. Köselitz, Kreis Cammin) – wieś w Polsce położona w województwie zachodniopomorskim, w powiecie kamieńskim, w gminie Golczewo.
Najstarsze wzmianki o wsi pochodzą z 1281 roku, kiedy to książę Bogusław IV przekazał połowę tej wsi biskupowi kamieńskiemu Hermanowi. Do 1951 roku miejscowość była siedzibą gminy Kozielice. W latach 1975–1998 miejscowość należała administracyjnie do województwa szczecińskiego.

## Zabytki
- kościół kamienny z XIV w. o ceglanych, gotyckich szczytach, z wieżą i wysoką kaplicą południową. Wnętrze zdobi późnogotycka ambona i barokowa chrzcielnica.
- park podworski ze starodrzewiem[5].